# Fasceíte necrotizante
Fasceíte necrotizante é uma infeção que causa a morte dos tecidos moles do corpo. É uma doença grave de aparecimento súbito que se espalha rapidamente. Os sintomas mais comuns são pele de tom vermelho ou púrpura na área afetada, dor muito intensa, febre e vómitos. A maior parte dos casos afeta as pernas (50%), os braços (29%) e o períneo. A fasceíte necrotizante é um tipo de gangrena.
Geralmente a doença não é contagiosa. A maior parte dos casos são causados por Streptococcus beta-hemolíticos. Entre outras possíveis causas estão as bactérias Staphylococcus aureus, Vibrio vulnificus, Clostridium perfringens, Bacteroides fragilis e Aeromonas hydrophila. Geralmente a infeção é adquirida por perfurações na superfície da pele, como num corte ou queimadura. Em 55% a 88% dos casos estão envolvidos mais de um tipo de bactérias. Em cerca de um terço dos casos está envolvida a Staphylococcus aureus resistente à meticilina (SARM). A confirmação do diagnóstico pode ser auxiliada por exames imagiológicos. As bactérias penetram nas camadas profundas da pele, espalhando-se rapidamente pelas fáscias superficiais e tecido subcutâneo. Entre os fatores de risco estão a deficiência imunitária causada por condições como diabetes ou cancro, a obesidade, o alcoolismo, o consumo de drogas injetáveis e a doença vascular periférica.  Entre as doenças que causam sintomas semelhantes estão a celulite, piomitose e gangrena gasosa
Entre as medidas de prevenção estão a limpeza das feridas com bactericida, a utilização de pensos limpos e a lavagem frequente das mãos. O tratamento geralmente consiste em cirurgia para remoção dos tecidos infetados e na administração de antibióticos por via intravenosa. Em muitos casos é usada uma associação de antibióticos, como a penicilina G, clindamicina, vancomicina e gentamicina. As toxinas bacterianas dificultam o acesso dos antibióticos nas partes afetadas podendo exigir amputações. Eventuais atrasos na cirurgia estão associados a um muito maior risco de morte. Mesmo com tratamento de elevada qualidade, o risco de morte é de 25% a 35%.
A fasceíte necrotizante afeta de 0,4 a 1,0 pessoa em cada 100 000 por ano. A doença afeta ambos os sexos em igual proporção. É rara em crianças, sendo mais comum entre idosos com doenças crónicas.  A doença tem sido descrita desde pelo menos a época de Hipócrates no século V. A primeira utilização do termo "fasceíte necrotizante" para descrever a doença data de 1952.